# جزيرة الرافع (حجة)

تعديل مصدري - تعديل

جزيرة الرافع (بري) هي إحدى جزر مديرية ميدي التابعة لمحافظة حجة.